# Petneháza
Petneháza är en ort (by) i provinsen Szabolcs-Szatmár-Bereg i östra Ungern. Orten har 1 492 invånare (2024), på en yta av 24,20 km². Den ligger cirka 29,5 kilometer nordost om Nyíregyháza.